# 江羅直三郎
江羅 直三郎（えら なおざぶろう、1875年12月25日 - 1939年12月8日）は、日本の政治家。衆議院議員（1期）。旧姓は北村。

## 経歴
和歌山県和歌山市生まれ。1889年、日蓮宗学林を卒業した。1891年12月に日蓮宗の僧侶である叔父の江羅日明の養子となる。1891年、日蓮宗宮谷大学林を卒業した。1895年、哲学館（現・東洋大学）を卒業する。その後は、京都で僧侶になる為の修行を積んだ。1907年に京華日報が創立すると記者となり、後に副社長となった。
1910年4月に京都市会議員に当選した。以後、1913年、1917年、1929年、1937年と5選を果たした。また、1915年9月には京都府会議員となった。以後、1923年（憲政会所属）、1927年（無所属）と当選した。1928年の第16回衆議院議員総選挙に立候補したが、落選した。1931年からは政友会となり、1935年まで当選を重ねた。そして、1935年11月15日から1937年5月2日まで第36代府会議長を務めた。
1937年の第20回衆議院議員総選挙において京都1区（当時）から立憲政友会公認で立候補して当選した。これに伴い、同年5月に府会議員を辞職した。1939年12月8日、狭心症のため衆議院議員在職中に死去した。
このほか、1933年12月には、初代西陣著尺織物工業組合理事長となった。
法廷で警察署の留置場を「豚箱」と語り、警察署の留置場が「豚箱」と呼ばれるきっかけを作った人物でもある。